# سایرانوو (شهرستان چیشمینسکی، باشقیرستان)
سایرانوو (انگلیسی: Sayranovo, Chishminsky District, Republic of Bashkortostan) یک شهرک در شهرستان چیشمینسکی در استان باشقیرستان کشور روسیه است.